# David O’Hara
David Patrick O’Hara (ur. 9 lipca 1965 w Glasgow) – brytyjski aktor irlandzkiego pochodzenia.

## Życiorys

### Wczesne lata
Urodził się w Szkocji w rodzinie rzymskokatolickiej pracownika budowlanego Patricka O’Hary i Marthy (z domu Scott). Jego dziadek był Irlandczykiem. Wychowywał się w Pollok, południowej części Glasgow. Po ukończeniu szkoły został uczestnikiem Programu Młodzieżowych Szans (Youth Opportunities Programme), wspólnoty teatralnej z siedzibą w Centrum Sztuki Glasgow (Glasgow Arts Centre). W wieku siedemnastu lat przeniósł się do Londynu, gdzie studiował w Central School of Speech and Drama.

### Kariera
Po powrocie do Szkocji zadebiutował na kinowym ekranie w komedii Billa Forsytha Pociecha i radość (Comfort and Joy, 1984) jako inżynier.
Na scenie zastąpił Ralpha Fiennesa w komedii Wiliama Shakespeare’a Sen nocy letniej. Występował jako Tybalt w Romeo i Julia w New Shakespeare Company, na Open Air Theatre w londyńskim Regent's Park, Komedia awaryjna (The Comedy of Errors) w Pleasance Theatre w Edynburgu i Aff the Other Man w Haymarket. Spędził rok w Royal Shakespeare Company w: Stratford i Barbican Centre, grając w sztukach: Moda (Fashion), Poskromienie złośnicy, Romeo i Julia, Cymbelin i Ukąszenie nocy (Bite of the Night).
Jego pamiętną rolą była postać szalonego Irlandczyka Stephena, zaufanego przyjaciela i opiekuna głównego bohatera Williama Wallace’a w filmie Mela Gibsona Braveheart. Waleczne serce (Braveheart, 1995). Pojawił się w roli detektywa Danny’ego „Maca” McGregora w amerykańskim serialu CBS Bez pardonu (The District, 2000-2001), który opuścił po sezonie, by wrócić do Wielkiej Brytanii i Irlandii.

## Filmografia

### Filmy fabularne
- 2019: Przykładny obywatel (Cold Pursuit) jako Gallum „Sly” Ferrante
- 2011: Kowboje i obcy (Cowboys & Aliens) jako Pat Dolan
- 2010: Harry Potter i Insygnia Śmierci Część 1 (Harry Potter and the Deathly Hallows Part 1) jako Albert Runcorn
- 2008: Wanted – Ścigani (Wanted) jako pan X
- 2008: Doomsday jako Michael Canaris
- 2006: Infiltracja (The Departed) jako Fitzy
- 2006: Tristan i Izolda (Tristan & Isolde) jako król Donnchadh
- 2004: Hotel Ruanda (Hotel Rwanda) jako David
- 2004: Pulling Moves (sezon 1, odcinek 10: All Day Long)
- 2003: Stander z Johannesburga (Stander) jako Allan Heyl
- 2003: Drugie oblicze (Den of Lions) jako Ferko Kurchina
- 2001: Zrobione! (Made) jako Walijczyk
- 1999: Mecz (The Match) jako mechanik
- 1999: Gorączka (Fever) jako Will
- 1997: Swaty (The MatchMaker) jako Sean Kelly
- 1997: The Slab Boys jako Terry Skinnedar
- 1997: Zdrada (The Devil's own) jako Martin MacDuf
- 1996: Spirala przemocy (Some mother's Son) jako Frank Higgins
- 1995: Bliski pokój (The Near Room) jako Harris Hill
- 1995: Braveheart. Waleczne serce (Braveheart) jako Stephen
- 1994: The Tales of Para Handy jako Robert Grant (odcinek The End of the World)
- 1993: Full Stretch jako Steve Bissell (sezon 1, odcinek 1: Ivory Tower)
- 1992: Panna młoda (The Bridge) jako Phillip Wilson Steer
- 1989: Rezurekcja (Resurrected) jako pielęgniarz
- 1986: The Monocled Mutineer
- 1986: Link jako Tom
- 1984: Comfort and Joy jako inżynier

### Filmy TV
- 2008: Proces i kara XVIII wieku (Trial & Retribution XVIII: The Box (2008) (TV) .... DI Jack Mullins
- 2007: Skaza (Damage) jako John Ward
- 2005: The Commander: Blackdog jako DCC Stephen „Blackdog” Blackton
- 2001: Cena za życie (Crossfire Trail) jako Rock Mullaney
- 1999: Jezus (Jesus) jako Jan Chrzciciel
- 1999: Janice Beard (Janice Beard 45 Words Per Minute) jako O’Brien
- 1999: Donovan Quick jako Clive
- 1997: Oliver Twist jako Bill Sikes
- 1996: Prime Suspect 5: Errors of Judgment jako Detektyw Jerry Rankine
- 1994: Grushko jako Lev
- 1994: Otwarty ogień (Open Fire) jako Armed Robber
- 1992: Dziecko Marii (Maria's Child) jako Michael
- 1991: Jute City jako Duncan Kerr
- 1991: Chimera jako Reynolds
- 1989: Towarzysz podróży (Fellow Traveller) jako Ronnie Wilson

### Seriale TV
- 2010: The Tudors – jako Henry Howard
- 2004: Pulling Moves jako Nuts & Bolts
- 2000-2001: Bez pardonu (The District) jako Detektyw Danny „Mac” McGregor
- 1994: Opowieści Pary Handy (The Tales of Para Handy) jako Robert Grant
- 1993: Pełną parą (Full Stretch) jako Steve Bissell
- 1990: Taggart jako Malcolm Durie (sezon 6, odcinek 1: Evil Eye)
- 1985: Jeden po drugim (One by One)